# Fukuzō Iwasaki
Fukuzō Iwasaki (jap. 岩崎 福三, Iwasaki Fukuzō; * 11. März 1925; † 29. Februar 2012) war ein japanischer Unternehmer.

## Leben
Iwasaki studierte an der Rikkyo University. Er war als Unternehmer in Japan tätig und leitete das Unternehmen Iwasaki Sangyo Group, das sein Vater Yōhachirō Iwasaki gegründet hatte.  Nach Angaben des US-amerikanischen Forbes Magazine gehörte Iwasaki 2005 zu den reichsten Japanern und war in The World’s Billionaires gelistet. Er wohnte mit seiner Familie in Kagoshima.